# Alcelaphus buselaphus lelwel
Alcelaphus lelwel (конгоні-лельвель), — зникаюча антилопа роду Alcelaphus з порядку Alcelphinae, яку часом називають конгоні Джексона. Поширена від південно-східного Чаду через   Центральноафриканську Республіку і Південний Судан до південно-західної Ефіопії та Уганди.

## Будова тіла

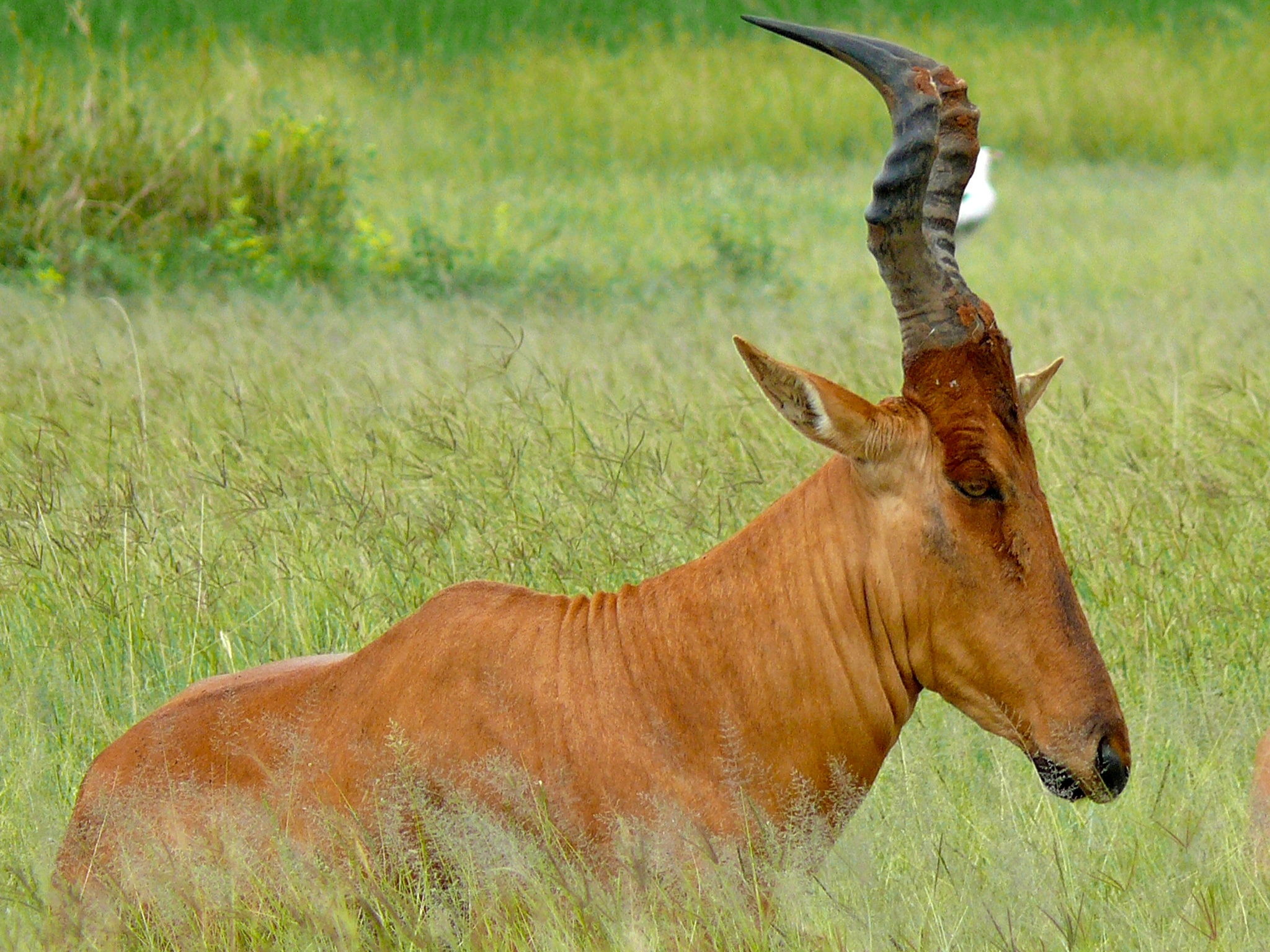
Alcelaphus buselaphus lelwel відпочиває

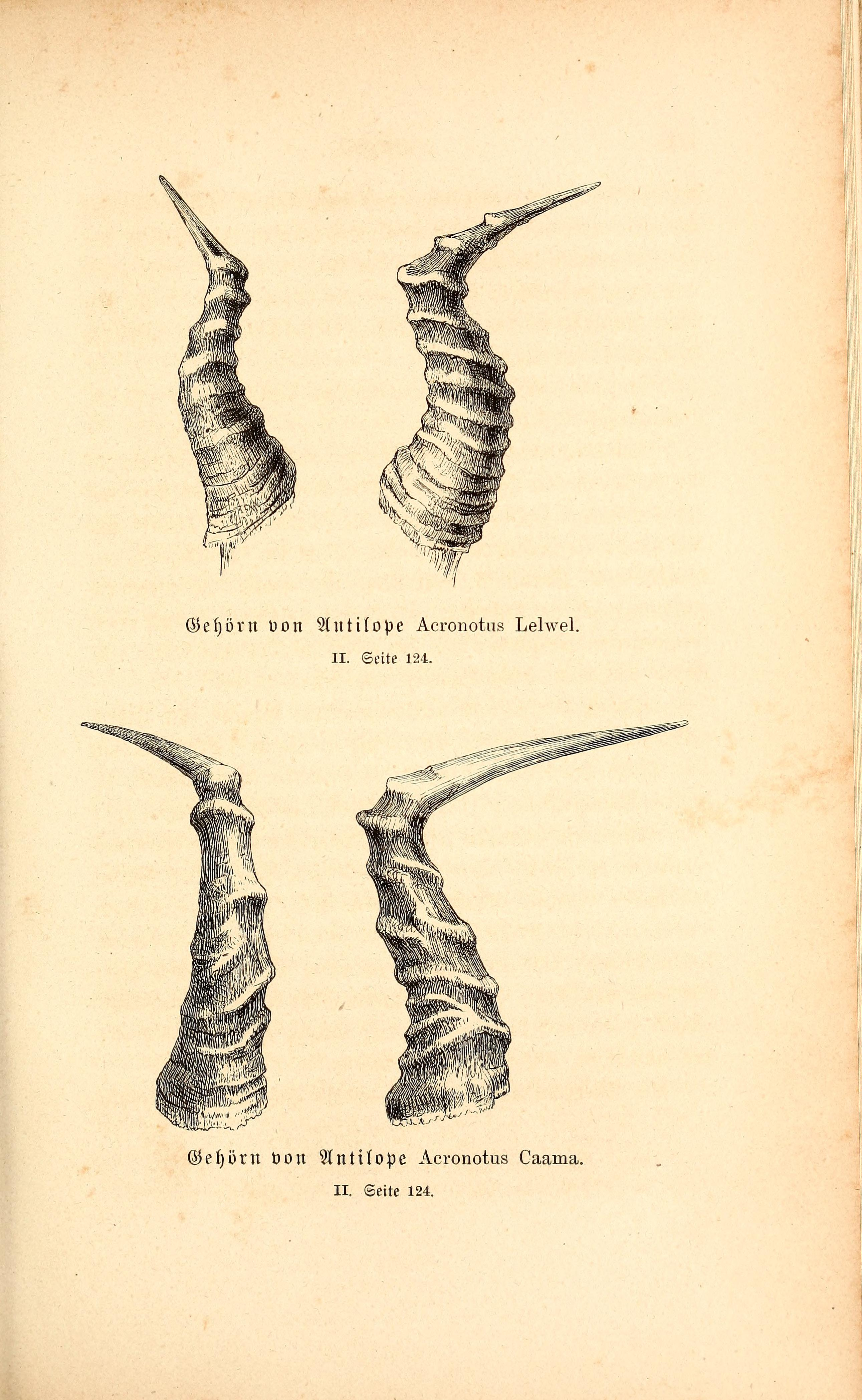
Ілюстрація пари рогів (угорі) з книги Гойґліна «Подорож Північно-Східною Африкою»

Маючи довжину голови та тіла від 180 до 200 см та висоту в холці від 108 до 150 см, цей вид антилоп є відносно великим. Самці досягають ваги від 175 до 218 кг, самки - ваги від 150 до 185 кг. Тіло червонувато-коричневого забарвлення, причому червонуватий відтінок більш виражений, ніж у суміжних видів. Темні мітки на морді, трохи темніший відтінок середньої частини спини та темні смуги на передній частині передніх ніг, однак, менш виразні або ледь помітні. Нижче хвоста задня частина світла. Обидві статі мають роги. Якщо дивитися спереду, обидва роги утворюють вузьку вертикальну літеру V. Вкрита хутром основа рогів у цієї антилопи довша, ніж у будь-яких інших, а череп самців особливо міцний порівняно з черепом самок. Секрет преорбітальної залози у Alcelaphus buselaphus lelwel безбарвний.

## Екологія та поведінка

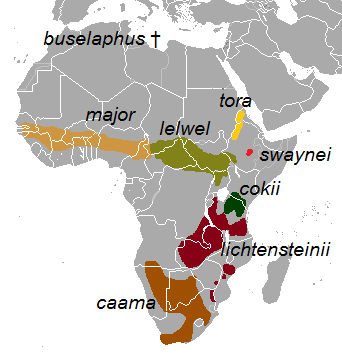
Ареал поширення різних видів/підвидів конгоні

Конгоні-лельвель зустрічається в саванах та лісових саванах, порослими акаціями, деревами та чагарниками з родів Combretum та Isoberlinia. Антилопи харчуються майже самою лише травою. Основний час годування припадає на пізні години дня. В Уганді тварини живуть великими групами на величезних трав'янистих рівнинах. З кінця квітня до червня, в кінці сезону дощів, вони переміщуються на вищі ділянки та розділяються на менші стада, що складаються з самок та молодих тварин. Самці претендують на території та запекло конкурують за самок. Невеликі стада зазвичай залишаються на території певного самця та лише трохи блукають, щоб їх можна було на деякий час вважати його гаремом. Територіальні самці спостерігають за своїми територіями з підвищених положень, наприклад з розмитих термітників. Оскільки шлюбний сезон триває трохи більше місяця, конкуренція між самцями надзвичайно гостра. Самці б'ються, опускаючись на передні коліна, лобами й рогами, часом зчеплюючись рогами. Самки показують свою готовність до спарювання, випинаючи свої світлі задні частини тіла. Вони народжують перше дитинча приблизно у віці двох років, в той час як самці досягають статевої зрілості у віці одного року.

## Систематика
Acronotus lelwel отримав наукову назву в 1877 році. Німецький дослідник Африки Теодор фон Гойґлін назвав його Acronotus lelwel за місцевою назвою тварини «лельвель». Зразком, за яким описали новий вид, слугувала пара рогів з місцевості, прилеглої до Білого Нілу. Рід Alcelaphus, до якого пізніше перенесли цей вид антилоп, запровадив у 1816 році французький зоолог Анрі де Бленвіль. Разом з іншими представниками справжніх конгоні, конгоні-лельвель був винищений у 20 столітті. У 19 столітті їх об'єднали у збірний вид з науковою назвою Alcelaphus buselaphus. У межах виду виділили до восьми підвидів, включно з Alcelaphus buselaphus lelwel. Однак порівняння мітохондріальної ДНК показало, що рід Alcelaphus складається з трьох клад: західноафриканської, південноафриканської та східноафриканської. Конгоні-лельвель належить до східноафриканської клади разом із конгоні Кука (A. cokii ), конгоні Сваейна ( A. swaynei ) і конгоні-тора (A. tora). У перегляді опису парнокопитних, проведеному Коліном Ґровзом та Пітером Ґраббом у 2011 році, всі підвиди конгоні визнали окремими видами. Однак Кінґдон (Jonathan Kingdon) та деякі інші автори й далі розглядають конгоні як єдиний вид. Ідентифікація конгоні-лельвеля та конгоні Кука є особливо проблематичною, адже гаплотипи обох видів тісно пов'язані. Зразки, отримані з Західної Кенії, є гібридами антилопи лельвель та антилопи конгоні Кука. На півночі ареалу гібридів, між озером Барінго та горою Кенія, ці гібриди більше схожі на лельвеля, тоді як на півдні, між озером Вікторія та східним Центральноафриканським рифтом у Танзанії, вони більше схожі на конгоні Кука. Alcelaphus jacksoni є синонімом Alcelaphus lelwel.

## Загрожений стан
МСОП вважає популяцію конгоні-лельвеля критично зникаючою. Його популяція знизилася з понад 285 000 особин у 1980-х роках до 70 000 (1999). Вважається, що в Південному національному парку Південного Судану налічується близько 1000 особин, а в Національному парку Бома — трохи більше 100. Причинами різкого скорочення популяції називають втрату середовища існування, надмірне полювання та конкуренцію з боку пасовищної худоби.

## Окремі посилання
1. ↑  IUCN SSC Antelope Specialist Group (2008). Alcelaphus buselaphus: інформація на сайті МСОП (англ.)  11 February 2009
2. 1 2 3 4  L. Morris Gosling und Isabella Capellini: Alcelaphus buselaphus Hartebeest. In: Jonathan Kingdon, David Happold, Michael Hoffmann, Thomas Butynski, Meredith Happold und Jan Kalina (Hrsg.): Mammals of Africa Volume VI. Pigs, Hippopotamuses, Chevrotain, Giraffes, Deer and Bovids. Bloomsbury, London, 2013, S. 511–526
3. 1 2 3 4 5  
Colin P. Groves und David M. Leslie Jr.: Family Bovidae (Hollow-horned Ruminants). In: Don E. Wilson und Russell A. Mittermeier (Hrsg.): Handbook of the Mammals of the World. Volume 2: Hooved Mammals. Lynx Edicions, Barcelona 2011, S. 444–779 (S. 695 u. 696), ISBN 978-84-96553-77-4
4. ↑  
Theodor von Heuglin: Reise in Nordost-Afrika. Schilderungen aus dem Gebiete der Beni Amer und Habab nebst zoologischen Skizzen und einem Führer für Jagdreisende. George Westermann, Braunschweig 1877, Band 2, S. 124.
5. ↑  
Peter Arctander, Carsten Johansen und Marie-Agnès Coutellec-Vreto: Phylogeography of Three Closely Related African Bovids (Tribe Alcelaphini). Molecular Biology and Evolution 16 (12), 1999, S. 1724–1739
6. 1 2  
Øystein Flagstad, Per Ole Syvertsen, Nils Chr. Stenseth und Kjetill S. Jascobsen: Environmental change and rates of evolution: the phylogeographic pattern within the hartebeest complex as related to climatic variation. Proceedings of the Royal Society of London B 268, 2001, S. 667–677, doi: 10.1098/rspb.2000.1416
7. ↑  
Colin P. Groves und Peter Grubb: Ungulate Taxonomy. Johns Hopkins University Press, 2011, S. 1–317 (S. 108–280)
8. ↑  
Alcelaphus buselaphus lelwel: інформація на сайті МСОП (англ.)